# Daniel (Troicki)
Daniel, imię świeckie Dmitrij Aleksiejewicz Troicki (ur. 24 września?/6 października 1887 w Lipicach, zm. 22 marca 1934 w Briańsku) – rosyjski biskup prawosławny.

## Życiorys
Ukończył seminarium duchowne w Tule w 1909 oraz Petersburską Akademię Duchowną w 1913, z tytułem kandydata nauk teologicznych. W tym samym roku ukończył również w Petersburgu studia archeologiczne. 28 września 1913 złożył wieczyste śluby mnisze przed arcybiskupem chełmskim Eulogiuszem. Dzień później został hierodiakonem, zaś 1 października tego samego roku – hieromnichem, przyjmując święcenia z rąk tego samego hierarchy. Przez rok wykładał w seminarium duchownym w Chełmie, przez trzy kolejne lata – w seminarium w Tule. W 1918 otrzymał godność archimandryty.
Od 1917 do 1921 był przełożonym Optyńskiego Monasteru Trójcy Świętej w Bołchowie, sprawując równocześnie funkcję kierownika oddziału Cerkiewnego Towarzystwa Historyczno-Archeologicznego w tym samym mieście. 30 kwietnia 1921 miała miejsce jego chirotonia na biskupa jeleckiego, wikariusza eparchii orłowskiej. Przed wrześniem tego samego roku jego tytuł uległ zmianie na biskup bołchowski. 3 listopada 1921 hierarcha został aresztowany w Bołchowie i oskarżony o prowadzenie agitacji antyradzieckiej oraz kierowanie nielegalnym stowarzyszeniem cerkiewnym (tj. oddziałem towarzystwa historyczno-archeologicznego). Zarzucono mu ponadto, iż w swoich kazaniach krytykował władzę radziecką i partię bolszewicką, nawołując do niebrania udziału w wojnie domowej. Duchowny został osadzony w więzieniu w Orle, które opuścił w 1922 po podpisaniu zobowiązania o pozostawaniu w mieście. Po uwolnieniu objął zarząd eparchii orłowskiej jako jej locum tenens. Zwalczał ruch odnowicielski.
29 października 1922, kilka miesięcy po zwolnieniu, biskup Daniel ponownie został aresztowany pod zarzutem agitacji kontrrewolucyjnej. Został skazany na dwuletnią zsyłkę do Chiwy. W toku śledztwa poprzedzającego wyrok postawiono mu dodatkowe zarzuty: kradzieży majątku monasteru, którym kierował oraz uwiedzenia małoletniej; oskarżenia te ostatecznie upadły i końcowy wyrok dotyczył jedynie sprawy politycznej.
Po odbyciu kary zesłania duchowny został w 1926 uwięziony ponownie i przebywał od kwietnia do września w moskiewskim więzieniu na Butyrkach, po czym został zesłany do Kineszmy. W 1928 zwolniono go, wydając równocześnie zakaz osiedlenia w sześciu głównych miastach ZSRR. Duchowny udał się do eparchii smoleńskiej i został jej biskupem pomocniczym jako biskup rosławski. Następnie w 1931 zostaje biskupem orłowskim, zaś od 1931 do 1934 – briańskim. 7 stycznia 1934 otrzymał godność arcybiskupią. W marcu tego samego roku zmarł.
Pośmiertnie zrehabilitowany.
Jego brat Władimir, w zakonie Hilarion, również był biskupem prawosławnym i został w 2000 kanonizowany jako nowomęczennik.